# La Face cachée de la Lune (film, 1987)
 (juillet 2025).
Pour les articles homonymes, voir La Face cachée de la Lune.
Pour plus de détails, voir Fiche technique et Distribution.
La Face cachée de la Lune est un court métrage français réalisé par Yvon Marciano, sorti en 1987.

## Fiche technique
- Titre : La Face cachée de la Lune
- Réalisation : Yvon Marciano
- Scénario : Yvon Marciano
- Photographie : Pierre Lhomme
- Production : Gradiva Films
- Durée : 20 minutes
- Date de sortie : 1987

## Distribution
- Danièle Lebrun
- Raoul Billerey
- Guillaume Boisseau
- Diane Valsonne

## Distinctions
- 1987 : Prix du meilleur film de court métrage décerné par le Syndicat français de la critique de cinéma[1]
- 1987 : Grand Prix de la ville de Villeurbanne
- 1988 : Grand Prix du jury et Prix du public au Festival Cinéma d'Alès Itinérances[2]